# Paullus Fabius Maximus
Paullus Fabius Maximus (i. e. 1. század – 14) Ovidius rokona.
Ovidius rokona, Augustus római császár barátja volt. 14-ben állítólag elkísérte Augustust annak titkos látogatására Agrippa Postumushoz, s e látogatásról néhány dolgot kifecsegett a feleségének, aki által a dolgot Livia, Augustus felesége és Tiberius is megtudták. Nem lehetetlen, hogy alig valamivel később emiatt halt erőszakos halált. A történetről Tacitus tudósít. Ovidius hozzá intézte az első és a második pontuszi levelet, illetve nevét Horatius is említi egyik ódájában.
| Elődei: Caius Valgius Rufus Caius Caninus Rebilus (suff) és Lucius Volusius Saturninus | Consul i. e. 11 collega: Quintus Aelius Tubero | Utódai: Fabius Maximus Africanus és Iullus Antonius |